# Омід Ебрагімі
Омід Ебрагімі (перс. امید ابراهیمی, нар. 16 вересня 1987, Нека) — іранський футболіст, півзахисник клубу «Естеглал».
Виступав, зокрема, за клуби «Банк Меллі Тегеран»,«Щахрдарі Бандар Аббас» та «Сепахан», а також національну збірну Ірану.

## Клубна кар'єра
У дорослому футболі дебютував 2006 року виступами за команду клубу «Банк Меллі Тегеран», в якій провів три сезони. 
Своєю грою за цю команду привернув увагу представників тренерського штабу клубу «Шахрдарі Бандар Аббас», до складу якого приєднався 2009 року. Відіграв за Відіграв за наступний сезон своєї ігрової кар'єри. Більшість часу, проведеного у складі У складі, був основним гравцем команди.
У 2010 році уклав контракт з клубом «Сепахан», у складі якого провів наступні чотири роки своєї кар'єри гравця.  Граючи у складі «Сепахана» також здебільшого виходив на поле в основному складі команди.
До складу клубу «Естеґлал» приєднався 2014 року. Станом на  відіграв за тегеранську команду 87 матчів в національному чемпіонаті.

## Виступи за збірну
У 2012 році дебютував в офіційних матчах у складі національної збірної Ірану.
У складі збірної був учасником кубка Азії з футболу 2015 року в Австралії.

## Досягнення
- Чемпіон Ірану (2): 2010-11, 2011-12
- Володар Кубка Ірану (2): 2012-13, 2017-18